# Chino Leunis
Leandro Damián Leunis (Buenos Aires, 9 de septiembre de 1980), más conocido como el Chino Leunis, es un periodista deportivo, locutor y presentador de radio y televisión argentino. Adquirió popularidad en 2014 tras ser el conductor del programa Escape perfecto emitido por Telefe.

## Biografía

### Nacimiento e infancia
Nació el 9 de septiembre de 1980 en la ciudad de Buenos Aires, pero vivió toda su infancia en Ramos Mejía, provincia de Buenos Aires. Es el cuarto de cinco hermanos en la familia.

## Carrera
Estudió periodismo deportivo en la Escuela Superior de Enseñanza Deportiva de Fernando Niembro y Marcelo Araujo. Luego, obtuvo el título de Locutor Nacional en el Instituto Superior de Enseñanza Radiofónica. Su primera experiencia en los medios masivos fue en el canal musical Much Music, con presencia en programas como "Favoritos" o "Quieren Rock". Simultáneamente, trabajó en el canal deportivo Español TyC Sports en el programa "Área 18". Posteriormente, llegó al canal E! Entertainment Television. Desde 2005 hasta 2015 fue locutor del programa de radio titulado "Romanticos" en La 100 FM. Hasta 2016, se desempeñó como conductor de los programas Escape perfecto, ¿En qué mano está? y Morfi, todos a la mesa.
Desde 2024 conduce Nada que no sepamos en LuzuTV junto a Laila Roth, Belén Negri, Sofia Calvo y Lucas Lezin.

## Vida personal
Estuvo en pareja con la locutora Karin Rodríguez, con la que tienen en común una hija, llamada Delfina. Luego de 14 años de matrimonio,  en octubre de 2018 se separaron. El día 10 de septiembre de 2021 se casó en segundas nupcias con su actual pareja, María Magdalena Martínez Picabea.

## Filmografía

### Televisión
| Año       | Título                                      | Rol                     | Notas    |
| --------- | ------------------------------------------- | ----------------------- | -------- |
| 2005–2006 | Favoritos                                   | Conducción              |          |
| 2006–2007 | Personal Videonews                          | Conducción              |          |
| 2006–2009 | Quieren Rock                                | Conducción              |          |
| 2014–2016 | Escape perfecto                             | Conducción              |          |
| 2015–2016 | ¡Boom! ¿Ganás o Explotás?                   | Conducción              |          |
| 2016      | Los Milagros de Jesús                       | Conducción              |          |
| 2016–2017 | Moisés y los diez mandamientos, el adelanto | Conducción              |          |
| 2016–2017 | Moisés, esto pasó en el capítulo anterior   | Conducción              |          |
| 2017      | Josué y la tierra prometida, el adelanto    | Conducción              |          |
| 2017      | Josué y la tierra prometida                 | Conducción              |          |
| 2017      | Kids' Choice Awards Argentina 2017          | Conducción              |          |
| 2017–2018 | ¿En qué mano está?                          | Conducción              |          |
| 2017–2018 | El sultán, el adelanto                      | Conducción              |          |
| 2018      | Familias frente a frente                    | Conducción              |          |
| 2018      | Sandro de América, la serie desde Gran Rex  | Conducción              | Especial |
| 2019      | Morfi, todos a la mesa                      | Conducción              |          |
| 2020–2021 | ESPN Redes                                  | Conducción              |          |
| 2020      | Jesús, el adelanto                          | Conducción              |          |
| 2021      | Doctor Milagro, el adelanto                 | Conducción              |          |
| 2022      | Nosotros a la mañana                        | Conducción de reemplazo |          |
| 2022      | 100 argentinos dicen                        | Conducción de reemplazo |          |
| 2022–2023 | El hotel de los famosos                     | Coconducción            |          |
| 2023–2024 | Poco correctos                              | Conductor               |          |
| 2024      | ¡Ahora caigo!                               | Conducción de reemplazo |          |
| 2024-2025 | El gran premio de la cocina                 | Conducción              |          |

| Año  | Título       | Personaje      | Notas                               |
| ---- | ------------ | -------------- | ----------------------------------- |
| 2016 | Loco por vos | Humberto Hurón | Episodio: "Los últimos langostinos" |

| Año  | Título        | Rol       | Notas  |
| ---- | ------------- | --------- | ------ |
| 2020 | Divina comida | Anfitrión | Cuarto |

## Radio
| Año       | Programa            | Emisora |
| --------- | ------------------- | ------- |
| 2004-2014 | Románticos          | La 100  |
| 2024      | Nada que no sepamos | LuzuTV  |

## Publicidades
| Año  | Marca        | Producto              |
| ---- | ------------ | --------------------- |
| 2017 | Triatop      | Champú                |
| 2017 | Chevrolet    | Autos                 |
| 2017 | Hexa         | Repelente para piojos |
| 2018 | Triatop      | Champú                |
| 2020 | Ala          | Jabón líquido         |
| 2023 | Banco Ciudad |                       |
| 2023 | Banghó       | Campaña Héroes        |

## Premios y nominaciones
| Año  | Premiación            | Categoría                                      | Trabajo                                                               | Resultado | Ref.  |
| ---- | --------------------- | ---------------------------------------------- | --------------------------------------------------------------------- | --------- | ----- |
| 2017 | Premios Martín Fierro | Mejor Labor en Conducción Masculina            | Escape perfecto, ¡Boom! y Moisés y los diez mandamientos, el adelanto | Nominado  | [ 7 ] |
| 2022 | Produ Awards          | Mejor Presentador de TV de Reality / Game Show | El hotel de los famosos                                               | Nominado  | [ 8 ] |